# Il club del libro e della torta di bucce di patata di Guernsey
Il club del libro e della torta di bucce di patata di Guernsey (The Guernsey Literary and Potato Peel Pie Society) è un romanzo epistolare di Mary Ann Shaffer e Annie Barrows, ambientato in Gran Bretagna nel 1946.

## Trama
Fra l'8 gennaio e il 17 settembre 1946 si svolge un fitto scambio di lettere fra numerosi personaggi, tra i quali progressivamente emergono i principali: Juliet Ashton, una giovane scrittrice di un certo successo, e un gruppetto di abitanti dell'isola di Guernsey. La storia che si dipana, non senza reticenze, contraddizioni e sorprese, riguarda l'esperienza vissuta dagli isolani durante la Seconda guerra mondiale, quando i tedeschi occuparono l'isola quale possibile testa di ponte per l'invasione dell'Inghilterra. Gli abitanti dovettero patire gravi privazioni materiali e morali. Fu impedito ogni contatto con la Gran Bretagna, dove erano stati trasportati tutti i bambini per metterli al sicuro prima dell'arrivo dei tedeschi. Nonostante la povertà e la tristezza della loro vita, tuttavia, agli isolani non mancarono momenti di sollievo e di allegria, grazie soprattutto alla fantasia e alla generosità di Elizabeth McKenna, che creò dal nulla il Club del libro per spiegare come mai lei e altri tre amici fossero fuori dopo il coprifuoco.

## Accoglienza
Pubblicato in 37 paesi, è stato per 11 settimane in testa alle classifiche di vendita del New York Times.

## Adattamenti
Nel 2018 dal libro è stato tratto un film omonimo per la regia di Mike Newell. Tra gli interpreti: Jessica Brown Findlay, Tom Courtenay, Michiel Huisman e Katherine Parkinson.

## Edizioni
- Mary Ann Shaffer e Annie Barrows, The Guernsey Literary and Potato Peel Pie Society, Dial Press, 2008,  pp. 274, ISBN 978-0-385-34099-1.

- Mary Ann Shaffer e Annie Barrows, Il club del libro e della torta di bucce di patata di Guernsey, traduzione di Giovanna Scocchera e Eleonora Rinaldi, Astoria edizioni, 2017, ISBN 978-88-98713-76-9.